# Kose (Tallinn)

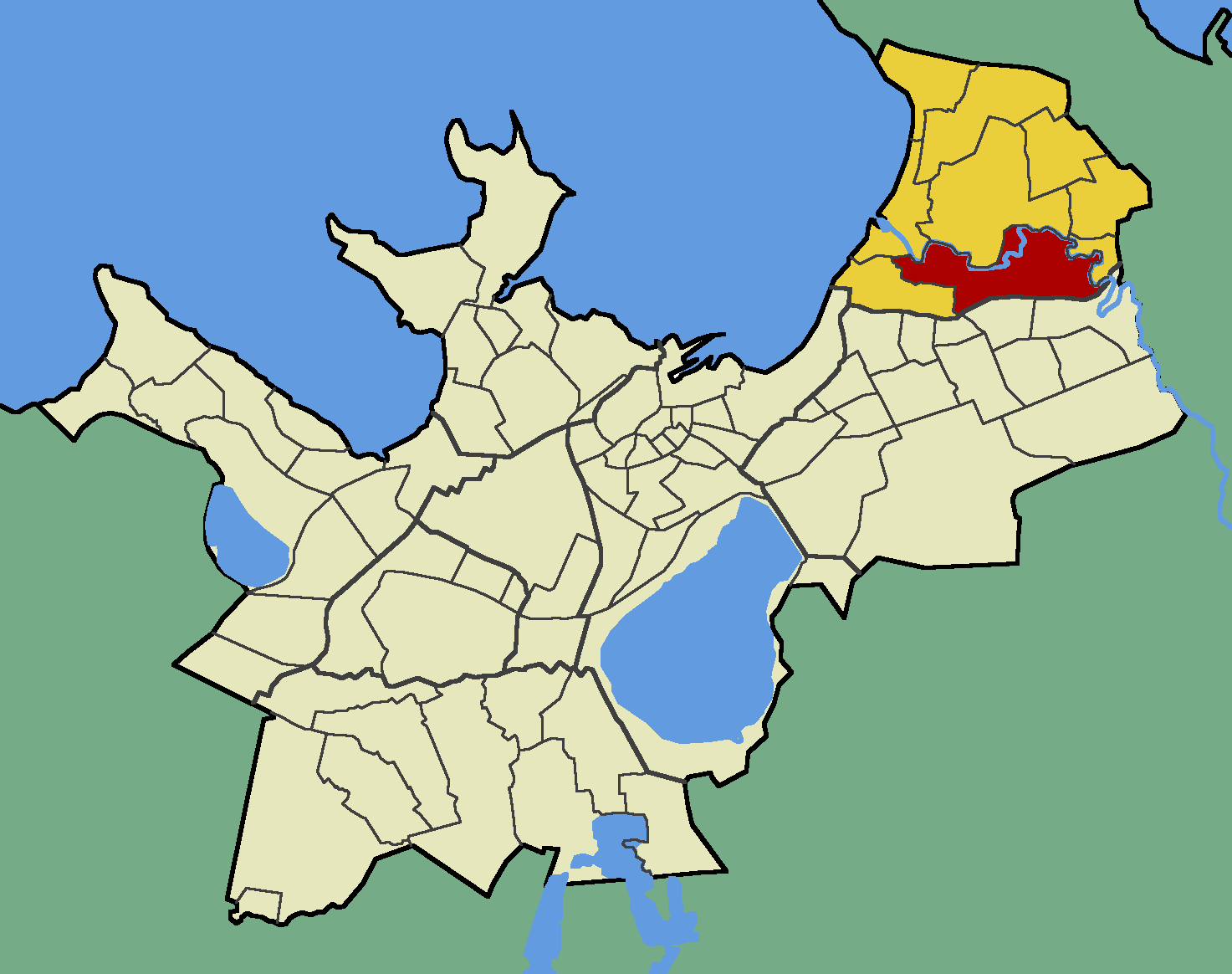
Der Bezirk Kose (rot) im Tallinner Stadtteil Pirita (gelb)

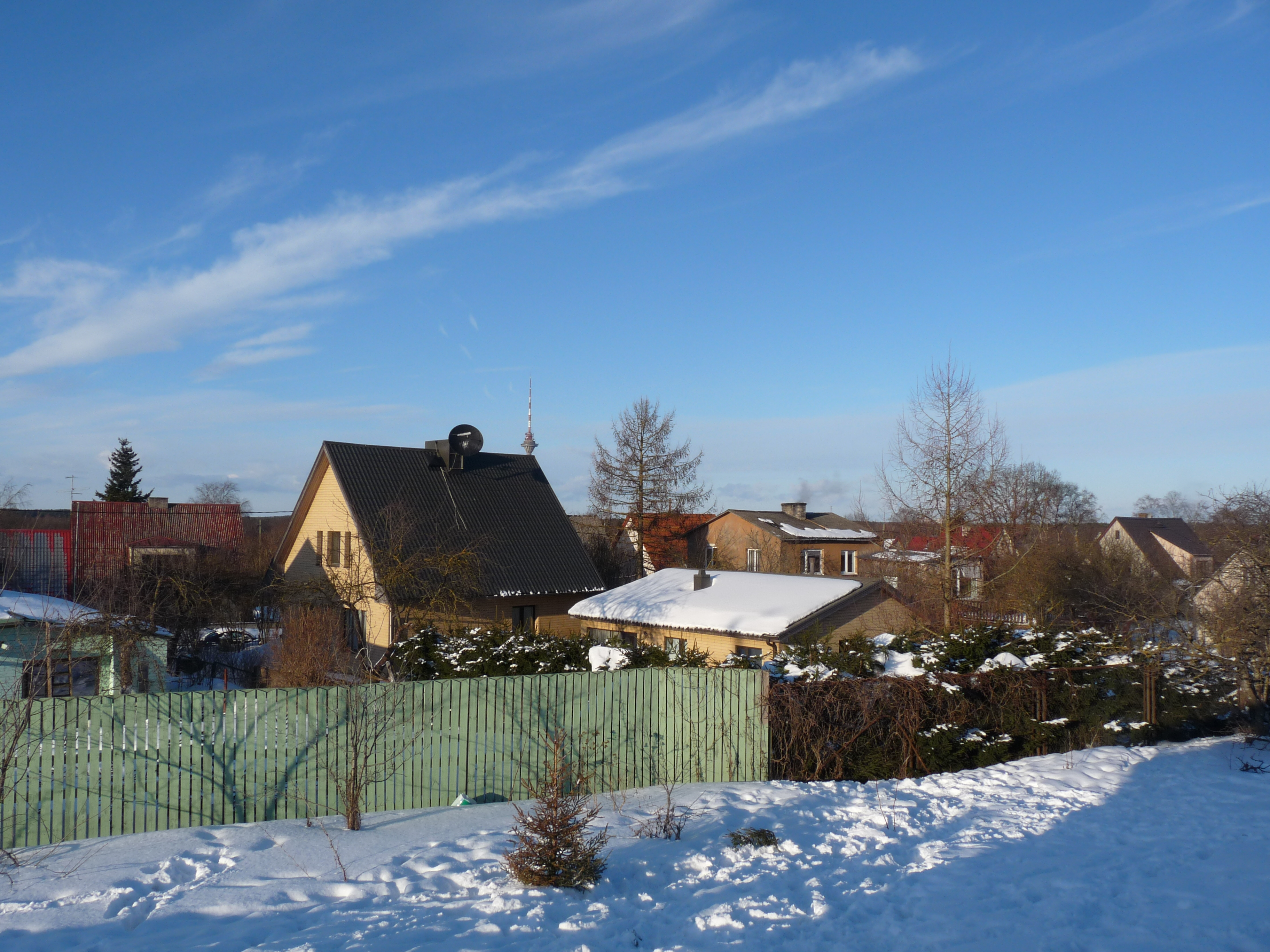
Blick auf Kose im Winter. Im Hintergrund der Fernsehturm Tallinn.

Kose ist ein Bezirk (estnisch asum) der estnischen Hauptstadt Tallinn. Er hat 3228 Einwohner (Stand 2008).

## Geographische Lage
Kose liegt im Stadtteil Pirita.
Durch den Stadtbezirk fließt der Fluss Pirita (Pirita jõgi).